# Puddle
Puddle è un videogioco del 2012 sviluppato dalla Neko Entertainment per PlayStation 3, Xbox 360, e PlayStation Vita.

## Modalità di gioco
Nel gioco, il giocatore deve guidare una pozza di un fluido ad una destinazione specifica, facendo muovere l'ambiente di gioco, ma non la pozza stessa. Per fare ciò il giocatore deve sfruttare le leggi della fisica: frizione, momentum e le proprietà uniche di ogni tipo di fluido ed ambiente circostante per riuscire a mandare a destinazione quanto più fluido possibile.

## Origini
Il gioco è stato presentato in occasione dell'Independent Gaming Festival presso il GDC 2010, ed ha vinto il premio Student Showcase.